# كم يون آه (مغنية)
كيم يونا، والمعروفة أيضًا بإسم كيم يون آه (بالكورية: 김윤아)‏ هي مغنية وكاتبة أغاني كورية جنوبية، ولدت يوم 11 مارس 1974 في سول في كوريا الجنوبية.

## روابط خارجية
- كيم يون-أه على موقع IMDb (الإنجليزية)
- كيم يون-أه على موقع ميوزك برينز (الإنجليزية)
- كيم يون-أه على موقع أول ميوزيك (الإنجليزية)
- كيم يون-أه على موقع ديسكوغز (الإنجليزية)
- كيم يون-أه على موقع قاعدة بيانات الفيلم (الإنجليزية)